# Bengt Zimmerman
Bengt Zimmerman, född 5 mars 1741 i Korsholms socken i Österbotten, död 1 april 1807 i Nordingrå socken, var en svensk präst.
Zimmerman blev student vid Åbo akademi 1755 samt vid Uppsala universitet i november samma år. Han disputerade våren 1761 på en avhandling under Petrus Ekermans presidium och promoverades sedan till filosofie magister. Därefter återvände han till Åbo och kunde efter fortsatta studier där prästvigas 1763 till regementspredikant samt blev 1770 pastor vid Österbottens regemente. År 1780 utnämndes han till kyrkoherde i Nordingrå församling.
Zimmerman var son till kronobefallningsmannen Christian Zimmerman och Anna Margaretha Widbohm samt bror till Beata Zimmerman, som var gift med förste lantmätaren Anders Magnus Strinnholm. Han gifte sig 1764 med Maria Mathesius, som var dotter till prosten Petter Niclas Mathesius i Pyhäjoki och Brita Kiemmer samt syster till kyrkoherden Johan Fougts hustru. Bland makarna Zimmermans barn märks Hebla Beata Zimmerman, som gifte sig med kyrkoherden Carl Axel Rothoff i Föllinge, Brita Sophia Zimmerman, som gifte sig med kamreraren Lars Fredrik Fritz och sedan med sin kusin köpmannen och generalkonsuln Zephanias Westzynthius i Livorno, Maria Zimmerman, som gifte sig med handlanden Olof Åkerstedt i Härnösand, och Anna Margareta Zimmerman, som gifte sig med expeditionsbefallningsmannen Carl Christian Enbom i Nora socken.